# Gilbert Rey
Gilbert Rey (ur. 10 października 1930 w Carouge) – piłkarz szwajcarski grający na pozycji pomocnika. W swojej karierze rozegrał 6 meczów w reprezentacji Szwajcarii i strzelił w nich 1 gola.

## Kariera klubowa
W swojej karierze piłkarskiej Rey występował w klubach Lausanne Sports i BSC Young Boys, do którego przeszedł w 1956 roku. Wraz z Young Boys wywalczył cztery tytuły mistrza Szwajcarii w sezonach 1956/1957, 1957/1958, 1958/1959 i 1959/1960.

## Kariera reprezentacyjna
W reprezentacji Szwajcarii Rey zadebiutował 19 czerwca 1955 w przegranym 0:3 towarzyskim meczu z Hiszpanią, rozegranym w Genewie. W 1962 roku został powołany do kadry Szwajcarii na Mistrzostwa Świata w Chile. Na nich był rezerwowym zawodnikiem i nie rozegrał żadnego spotkania. W kadrze narodowej od 1955 do 1962 roku rozegrał 6 meczów i strzelił w nich 1 gola.